# Poseidon Pass
Poseidon Pass är ett bergspass i Antarktis. Det ligger i Västantarktis. Argentina, Chile och Storbritannien gör anspråk på området. Poseidon Pass ligger 375 meter över havet.
Terrängen runt Poseidon Pass är kuperad österut, men västerut är den platt. Trakten är obefolkad. Det finns inga samhällen i närheten.